# Rema 1000
Rema 1000 (Eigenschreibweise: REMA 1000) ist ein Lebensmittel-Discounter, der in Norwegen und Dänemark tätig ist.

## Geschichte

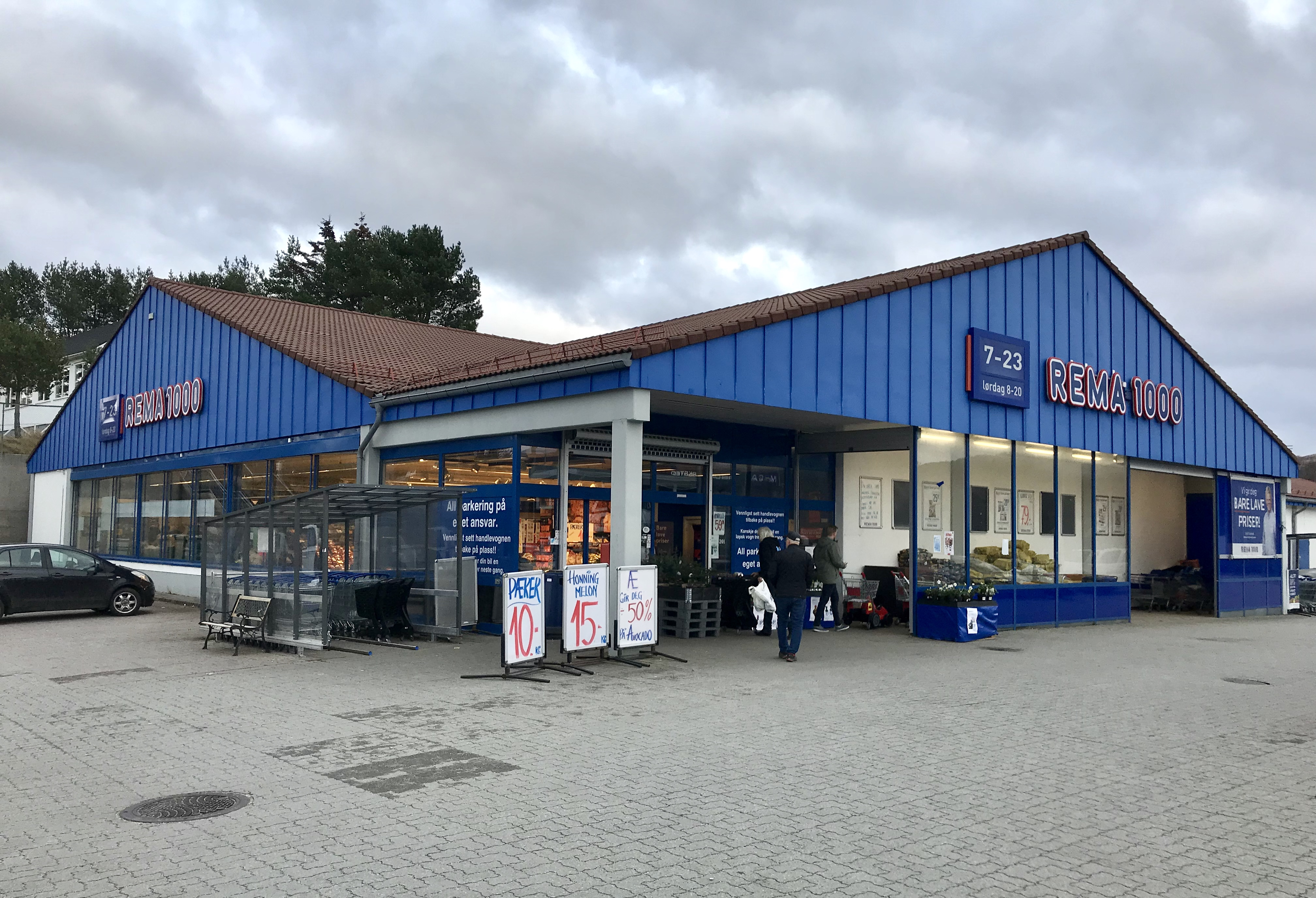
Rema 1000 in Egersund, 2016

### Anfänge in Norwegen
Der Gründer der Kette Odd Reitan wuchs bei seinen Eltern Ole und Margit Reitan in Trondheim auf. Dort betrieben die beiden ab dem 2. Mai 1948 ein Kolonialwarengeschäft namens O. Reitan Kolonial.
Odd Reitan selbst eröffnete 1972 sein erstes Geschäft namens AS Sjokkpris (deutsch: AS Schockpreis).
Der erste Rema-Discounter wurde am 15. Februar 1979 in Trondheim eröffnet. Als Inspiration dienten die deutschen Aldi-Märkte mit dem No-frills-Konzept, das Reitan bei einer Studienreise 1977 selbst in Deutschland begutachtete. Anfangs führte das Unternehmen den Namen Rema 600. Der Name Rema steht für Reitan Mat (Reitan Lebensmittel), die Zahl 600 für die Anzahl der Produkte im Sortiment. Mit der Eröffnung des zweiten Standorts in Mo i Rana nur ein Jahr später erhielt die Kette ihren heutigen Namen, wobei die Zahl 1000 auch weiterhin für die Anzahl der Produkte im Sortiment stand.
1990 konnte das Unternehmen einen Meilenstein erreichen und war nun in allen Gemeinden Norwegens mit mehr als 10.000 Einwohnern vertreten.

### Expansionen ins Ausland und weitere Entwicklung
Der erste Markt außerhalb Norwegens eröffnete 1993 in der polnischen Hauptstadt Warschau, es folgte am 23. März desselben Jahres ein zweiter Markt. Im April 1994 eröffnete die erste Filiale in Dänemark, im gleichen Jahr begann eine Kooperation zwischen der Reitan-Gruppe und der Løvbjerg-Kette. Durch das Joint-Venture wurden alle Märkte des Discounters Prisa, der zuvor zu Løvbjerg gehörte, in den Jahren 1994 und 1995 auf Rema 1000 umgeflaggt. Ebenfalls 1994 eröffneten die erste Filiale von Rema 1000 in der Slowakei, in Banská Bystrica, Brezna und Martina. Folgend eröffneten weitere Standorte, darunter 1996 der erste Markt in Bratislava. Die meisten slowakischen Standorte befanden sich fast ausschließlich in oder um Bratislava.
In Polen betrieb das Unternehmen im Jahr 2001 über 60 Filialen, zog sich aber 2003 aus Polen zurück. Durch Übernahmen gelangten 16 Standorte in das Portfolio des heutigen Marktführer Polens, Biedronka. Auch die slowakischen Märkte wurden verkauft. 2009, als die Kette bereits eigenständig war, jedoch noch unter dem alten Namen auftrat, wurden 19 Filialen betrieben und gut 250 Mitarbeiter beschäftigt. Franchisenehmer war zu diesem Zeitpunkt bereits die Samoška-Kette, die die Filialen später auf die Vertriebslinie Moja Samoška umflaggte.
Im Jahr 2008 zog sich der deutsche Discounter Lidl aus Norwegen zurück. Alle 50 Filialen, die Zentrale sowie weitere Büros und das Logistiknetz wurden von Rema 1000 übernommen.

### Heutige Situation
Im Jahr 2020 besaß das Unternehmen 1000 Märkte in Norwegen und in Dänemark. Am 9. Dezember 2022 wurde bekannt, dass Rema 1000, vorbehaltlich der Zustimmung der Wettbewerbsbehörden, 114 der 188 dänischen Aldi-Filialen übernehmen wird. Aldi zieht sich im gleichen Schritt komplett aus Dänemark zurück.

## Weitere Tätigkeiten
Auch in Ungarn besaß das Unternehmen einst Märkte, auch diese wurden inzwischen verkauft.